# Georgia geniculata
Georgia geniculata là một loài rêu trong họ Tetraphidaceae. Loài này được (Girg. ex Milde) Brockm. mô tả khoa học đầu tiên năm 1870.